# Tassarolo
Tassarolo – miejscowość i gmina we Włoszech, w regionie Piemont, w prowincji Alessandria.
Według danych na styczeń 2010 gminę zamieszkiwały 624 osoby przy gęstości zaludnienia 88 os./1 km².